# Zaratán
Zaratán és un municipi de la província de Valladolid, a la comunitat autònoma de Castella i Lleó.

## Població
| ×                      | Total | Homes | Dones |
| ---------------------- | ----- | ----- | ----- |
| 1999                   | 1.243 | 644   | 599   |
| 2000                   | 1.400 | 722   | 678   |
| 2001                   | 1.602 | 826   | 776   |
| 2002                   | 1.727 | 891   | 836   |
| 2003                   | 1.812 | 936   | 876   |
| 2004                   | 2.115 | 1.099 | 1.016 |
| 2005                   | 2.752 | 1.438 | 1.314 |
| Font: I.N.E. (Espanya) |       |       |       |